# Cases Domènec (Vilalba dels Arcs)
Les Cases Domènec és un edifici del municipi de Vilalba dels Arcs (Terra Alta) que forma part de l'Inventari del Patrimoni Arquitectònic de Catalunya.

## Descripció
És un gran casal situat al carrer Major 9-13 fet tot de pedra picada, avui repartit entre tres habitatges. Consta de planta baixa, on alternen portals adovellats i allindanats, pis subratllat per una cornisa a la base de les finestres, que en molts sectors és trencada per donar pas a balcons més moderns, i golfes amb obertures seguides d'arc de mig punt. Té un bonic ràfec de lloses decorades, suprimit en el que ara és habitatge central. A l'interior es conserva un sistema longitudinal d'arcades.

## Història
L'últim propietari de tot el conjunt fou Damià Orior, marquès de Tortosa. Ara, els tres habitatges són anomenats Domènec, la Senyora i el Tinent. El casal original es pot datar el segle xvi. Al llarg de les guerres carlines els baixos de l'edifici servien de cavallerisses.